# Juvencio Valle
Juvencio Valle, seudónimo de Gilberto Concha Riffo, (Villa Almagro, Nueva Imperial, 6 de noviembre de 1900-Santiago, 12 de febrero de 1999) fue un poeta chileno.

## Biografía
Sus estudios primarios los realizó en su pueblo natal, posteriormente a los once años se traslada a Temuco y estudia en el Liceo de Hombres de esa ciudad del sur de Chile, donde también, a la sazón, asistía Pablo Neruda.
En 1918 viaja por primera vez a Santiago, donde permanece durante dos años; a partir de esa fecha comienza a escribir sus poemas iniciales. 
Al año siguiente de la publicación de su segundo libro, en 1933, se radicó en Santiago, lo que significó el comienzo de una etapa bohemia en su vida, que quedó reflejada en su obra inmediata. 
En 1938 viajó a España, como corresponsal de guerra de la revista Ercilla, donde permaneció durante dos años y fue encarcelado durante tres meses, por estar del lado de los republicanos, para luego ser expulsado del país.
De regreso a Chile, en 1941 ganó el concurso de la Municipalidad de Santiago, con su libro Nimbo de piedra, dedicado a los cuatrocientos años de la ciudad. A partir de esa fecha Juvencio Valle viajó en repetidas oportunidades a Rumanía, a la Unión Soviética, a los países del este de Europa y a Cuba.
En 1942 contrae matrimonio con María Gálvez Urzúa.
En 1966 recibió el Premio Nacional de Literatura.
Entre 1971 y 1973, Juvencio Valle fue Director suplente de Bibliotecas, Archivos y Museos (Dibam), hasta el 12 de septiembre de 1973, cuando llega Roque Esteban Scarpa con sus guardaespaldas a reemplazarlo.
Además, fue uno de los fundadores de la Comisión Chilena de Derechos Humanos creada en 1978, junto a Clotario Blest, Jaime Castillo Velasco, Joaquín Luco Valenzuela, Mila Oyarzún, Máximo Pacheco Gómez, entre otros.

## Obras
- La flauta del hombre pan, 1929.
- El tratado del bosque, 1932.
- El libro primero de Margarita, 1937.
- Nimbo de piedra, 1941.
- El hijo del guardabosque, 1951.
- Nuestra tierra se mueve, 1960.
- Del monte en la ladera, 1960.
- El grito en el cielo, poesía, 1965.
- Estación al atardecer, 1971.
- Pajarería chilena, 1995.